# Febbre emorragica venezuelana
La Febbre emorragica venezuelana (VHF) è una zoonosi determinata dal virus Guanarito, scoperta la prima volta nel 1989 come malattia umana.
La malattia è diffusa solo in alcune aree rurali del Venezuela centrale, scoperta la prima volta tra alcuni agricoltori maschi, ed è causata dal virus Guanarito (GTOV), un mammarenavirus appartenente alla famiglia Arenaviridae (virus a RNA a singolo filamento negativo).
Il topo Zygodontomys brevicauda, o topo dalla coda corta, è l'ospite principale del virus Guaranito .
L'infezione si sviluppa prevalentemente per inalazione di goccioline aerosol di saliva, secrezioni respiratorie, urine, sangue dei roditori infetti.

## Clinica
La trasmissione interumana è possibile, ma non comune.
I principali sintomi presentati dai pazienti con VHF sono: febbre, malessere generale, cefalea, artralgia e mialgia, mal di testa, bradicardia relativa, mal di gola, vomito, dolore addominale, diarrea, convulsioni, e una varietà di manifestazioni emorragiche; inoltre, in quasi tutti i pazienti ammalati è presente anche leucopenia e trombocitopenia. Il tasso di mortalità in uno studio prodotto nel 1998 è stato del 33,3%.
I sintomi clinici della malattia sono simili a quelle di altre infezioni virali responsabili di febbre emorragica quali: il virus Junin, il virus Machupo, il virus Lassa, il Lujo virus,  il virus Sabia ed il Whitewater Arroyo virus ed altri.

## Terapia
La febbre emorragica venezuelana può essere trattata con la ribavirina un farmaco antivirale somministrato per via endovenosa; non esistono vaccini in grado di prevenire la malattia anche se sono in corso esperienze con vaccini aDNA.

## Arma biologica
Il virus Guanarito è stato incluso dal CDC tra gli agenti virali che sono stati classificati come potenziale arma di distruzione di massa o agenti per il terrorismo biologico. Sono in corso ricerche per lo sviluppo di vaccini a DNA di biodifesa contro diversi agenti patogeni rilevanti causa di febbre emorragica.
In data 27 marzo 2013 si è diffusa la notizia di cronaca che una provetta con il virus Guaranito è scomparsa dal laboratorio di Galveston National Laboratory dell'University of Texas Medical Branch  a Galveston, Texas, USA; Laboratorio di Alta Sicurezza di livello BSL-4 (BioSafety Level 4) o laboratorio P4. Sembra esclusa la possibilità che si tratti di un evento criminale, quanto piuttosto di un banale episodio di smarrimento.

### Riviste
- S. Baron, CJ. Pfau, Arenaviruses, PMID 21413313.
- CF. Fulhorst, TG. Ksiazek; CJ. Peters; RB. Tesh, Experimental infection of the cane mouse Zygodontomys brevicauda (family Muridae) with guanarito virus (Arenaviridae), the etiologic agent of Venezuelan hemorrhagic fever., in J Infect Dis, vol. 180, n. 4, ottobre 1999,  pp. 966-9, DOI:10.1086/315029, PMID 10479119.
- SC. Weaver, AD. Barrett, Transmission cycles, host range, evolution and emergence of arboviral disease., in Nat Rev Microbiol, vol. 2, n. 10, ottobre 2004,  pp. 789-801, DOI:10.1038/nrmicro1006, PMID 15378043.
- NY. Uzcategui, D. Camacho; G. Comach; R. Cuello de Uzcategui; EC. Holmes; EA. Gould, Molecular epidemiology of dengue type 2 virus in Venezuela: evidence for in situ virus evolution and recombination., in J Gen Virol, vol. 82, Pt 12, dicembre 2001,  pp. 2945-53, PMID 11714970.
- ML. Milazzo, MN. Cajimat; G. Duno; F. Duno; A. Utrera; CF. Fulhorst, Transmission of Guanarito and Pirital viruses among wild rodents, Venezuela., in Emerg Infect Dis, vol. 17, n. 12, dicembre 2011,  pp. 2209-15, DOI:10.3201/eid1712.110393, PMID 22172205.
- JM. Rojek, AM. Lee; N. Nguyen; CF. Spiropoulou; S. Kunz, Site 1 protease is required for proteolytic processing of the glycoproteins of the South American hemorrhagic fever viruses Junin, Machupo, and Guanarito., in J Virol, vol. 82, n. 12, giugno 2008,  pp. 6045-51, DOI:10.1128/JVI.02392-07, PMID 18400865.
- SR. Radoshitzky, JH. Kuhn; CF. Spiropoulou; CG. Albariño; DP. Nguyen; J. Salazar-Bravo; T. Dorfman; AS. Lee; E. Wang; SR. Ross; H. Choe, Receptor determinants of zoonotic transmission of New World hemorrhagic fever arenaviruses., in Proc Natl Acad Sci U S A, vol. 105, n. 7, febbraio 2008,  pp. 2664-9, DOI:10.1073/pnas.0709254105, PMID 18268337.
- HH. Bui, J. Botten; N. Fusseder; V. Pasquetto; B. Mothe; MJ. Buchmeier; A. Sette, Protein sequence database for pathogenic arenaviruses., in Immunome Res, vol. 3, 2007,  p. 1, DOI:10.1186/1745-7580-3-1, PMID 17288609.
- CF. Fulhorst, MD. Bowen; RA. Salas; G. Duno; A. Utrera; TG. Ksiazek; NM. De Manzione; E. De Miller; C. Vasquez; CJ. Peters; RB. Tesh, Natural rodent host associations of Guanarito and pirital viruses (Family Arenaviridae) in central Venezuela., in Am J Trop Med Hyg, vol. 61, n. 2, agosto 1999,  pp. 325-30, PMID 10463688.
- SC. Weaver, Host range, amplification and arboviral disease emergence., in Arch Virol Suppl, n. 19, 2005,  pp. 33-44, PMID 16358422.
- M. Rosenbloom, JB. Leikin; SN. Vogel; ZA. Chaudry, Biological and chemical agents: a brief synopsis., in Am J Ther, vol. 9, n. 1,  pp. 5-14, PMID 11782813.
- IM. Parsonson, AJ. Della-Porta; WA. Snowdon, Developmental disorders of the fetus in some arthropod-borne virus infections., in Am J Trop Med Hyg, vol. 30, n. 3, maggio 1981,  pp. 660-73, PMID 6266262.
- LC. Dupuy, CS. Schmaljohn, DNA vaccines for biodefense., in Expert Rev Vaccines, vol. 8, n. 12, dicembre 2009,  pp. 1739-54, DOI:10.1586/erv.09.132, PMID 19943766.
- KE. Steele, DA. Alves; JL. Chapman, Challenges in biodefense research and the role of US Army veterinary pathologists., in US Army Med Dep J,  pp. 28-37, PMID 20088227.

### Testi
- Michele La Placa, Principi di Microbiologia Medica XIII Ed.2012, Società Editrice Esculapio, 2012,  p. 822, ISBN 978-88-7488-511-4.
- Colin R. Howard, Viral Hemorrhagic Fevers, Gulf Professional Publishing, 2005,  p. 89, ISBN 978-0-444-50660-3.
- Daniel C. Keyes, Medical Response To Terrorism: Preparedness and Clinical Practice, Lippincott Williams & Wilkins, 2005,  p. 97, ISBN 978-0-7817-4986-2.
- Pedro N. Acha e Boris Szyfres, Zoonoses Volume 2, Pan American Health Org, 1º ottobre 2003,  p. 345, ISBN 978-92-75-11992-1.
- Brian W.J. Mahy e Marc H.V. van Regenmortel, Desk Encyclopedia of Human and Medical Virology, Academic Press, 21 maggio 2010,  p. 420, ISBN 978-0-12-378559-6.
- Andrew M.Q. 700 King, Michael J. Adams, Elliot J. Lefkowitz, Eric B. Carstens, Virus Taxonomy: IXth Report of the International Committee on Taxonomy of Viruses, Elsevier, 2011,  p. 720, ISBN 978-0-12-384684-6.
- David Alan Warrell, Timothy M. Cox e John D. Firth, Oxford Textbook of Medicine: Sections 1-10, Oxford University Press, 2003,  p. 396, ISBN 978-0-19-857014-1.